# Agrilus interstitialis
Agrilus interstitialis es una especie de insecto del género Agrilus, familia Buprestidae, orden Coleoptera.
Fue descrita científicamente por Hespenheide & Westcott, en 2011.